# O Segredo do Bonzo
O Segredo do Bonzo é um conto escrito pelo autor realista Machado de Assis, originalmente publicado na Gazeta de Notícias no ano de 1882 e, posteriormente integrado ao livro Papéis Avulsos.
Nessa obra a voz textual pertence a Fernão Mendes Pinto (aventureiro e explorador português do século XVI) que relata uma experiência que vivenciou quando esteve no reino de Bungo. Bem como adverte o subtítulo do conto, trata-se de um capítulo inédito das anotações do viajante. Semelhante recurso permitiu a Machado tornar a narração sincera (como ele mesmo afirma em suas notas) com a atribuição de seu texto aos escritos de Mendes Pinto. Aqui se observa uma crítica irônica à maneira como as massas são facilmente manipuladas por oradores medíocres e prepotentes em uma sociedade alienante.

## Análise da trama
Após fazer uma breve referência a um suposto capítulo anterior, o narrador – Fernão Mendes Pinto – anuncia que discorrerá sobre uma certa doutrina que merece ser divulgada em razão dos benefícios desta para a alma. Contextualiza a situação que se segue: no ano de 1552, em um passeio com Diogo Meireles na cidade de Fuchéu no reino de Bungo. Ao caminharem pelas suas ruas, os dois se deparam com um grande aglomerado de cidadãos perplexos que se reuniram em torno de um homem chamado Patimau que, gesticulando veemente, defendia com eloquência a origem dos grilos por meio de um postulado “abiogênico”, segundo o qual teriam surgido do ar e das folhas de coqueiro sob a luz da lua nova. Patimau conclui seu pensamento expondo que somente alguém com sua formação acadêmica poderia, com um estudo detalhado, realizar este descobrimento cuja glória pertence à cidade de Fuchéu. Desse modo, a personagem exerce o papel de um mito que inibe o pensamento dos outros com o conforto de uma verdade revelada (além de se aproveitar de títulos, se identificando como filósofo, físico e matemático). O povo em seguida ovaciona Patimau e lhe dá refrescos no alpendre dum mercador ali perto. Ao continuarem caminhando, Mendes Pinto relata que se encontraram com uma outra cena muito semelhante na qual outro orador (Languru) defendia outra teoria absurda para uma multidão de pessoas ingênuas que o saudava. Confusos com a repetição exata da mesma cena e com a falta de procedência racional das ideias levantadas, Fernão e Diogo Meireles, este entendedor da língua nativa, continuam o caminhar até se encontrarem com Titané, um amigo de Diogo que os recebe com alvoroço e que lhes explica algo sobre a doutrina que vem sendo seguida por alguns homens da cidade que ouviram os ensinamentos a um certo bonzo (uma espécie de sacerdote).
No dia seguinte são levados por Titané até o propalado homem: um senhor entendedor das letras que atende pelo nome de Pomada. Quando os viajantes demonstram interesse pela dita doutrina, o mestre começa a lhes contar que desde jovem sempre se martirizou em busca de ampliar o seu conhecimento, cercando-se de livros e desenvolvendo ideias. No entanto, tal esforço nunca era reconhecido, ao passo que o produto final sim. De acordo com o bonzo, de nada valeriam aqueles longos anos de estudo se não fosse pela existência dos outros para o honrarem. Um homem pode tornar-se detentor dos mais profundos saberes, mas, se não houver contato deste com outros homens, é como se os saberes não existissem. Nas palavras do autor, “não há espetáculo sem espectador”. Logo quando chegou a isso, conta o bonzo que imaginou uma maneira fácil de se conseguir o prestígio sem a necessidade de perder longos anos com o trabalho, uma vez que só os fins são interessantes e jamais os meios. Nota-se aqui a crítica de Machado à mediocridade e ao desejo de poder de alguns intelectuais que se valem da hierarquia social, propalando um conhecimento que não possuem, unicamente visando à admiração alheia e aos bons tratos. O bonzo Pomada conclui que “a virtude e o saber têm duas existências paralelas, uma no sujeito que as possui, outra no espírito dos que o ouvem ou contemplam”. Surge aqui a distância entre realidade e opinião: conquanto algo possa existir realmente, jamais existirá de fato se não houver opiniões que acreditem em sua existência, ou seja, não há objeto se não houver o sujeito que o conheçer. Ao contrário, porém, se algo não existir na realidade, mas sim na opinião das pessoas, esse algo cumpre com a única maneira de existência necessária. Eis então a importância dada ao parecer acima do ser. Enfim, o bonzo explica que embora as teorias de Patimau e Languru carecessem de sentido, ambos conseguiram conquistar os ânimos da multidão com a aplicação dessa arte e agora desfrutam dos prazeres provindos do reconhecimento.
Os três deixam a casa do mestre Pomada com o título de pomadistas (Machado de Assis explica em suas notas que essas são expressões populares de sua terra que significam “charlatão” e “charlatanismo”). A seguir, os três se empenham em aplicar a doutrina em seu rigor: Titané, que era alparqueiro, trata de divulgar pela cidade que suas alparcas eram demasiadamente cobiçadas no exterior e que isso elevava a honra da cidade, passando a ser reverenciado pela opinião pública e procurado para encomendas frequentes. Narra Mendes Pinto que se constituiu como um brilhante músico somente com a prepotência dos gestos e da maneira como organizava seus concertos pela cidade, provocando uma ilusão coletiva no povo. O sistema assim era desenvolvido plenamente, considerando-se que Fernão era bom músico na esfera da opinião sem sê-lo na realidade, dispondo do exato mesmo prestígio de alguém que o fosse. O desfecho do conto, porém, traz o apogeu do método do bonzo Pomada executado por Diogo Meireles. É apresentado que os cidadãos de Fuchéu vêm sofrendo de uma espécie de doença que torna o nariz do paciente inchado e horrendo e que para se livrar da moléstia basta que se ampute os narizes. Entretanto os doentes preferiam manter seus narizes à lacuna facial. Sendo Diogo um médico da cidade, convocou uma assembleia com pessoas de alto status do reino de Bungo para anunciar sua teoria que consistia na distribuição de um “nariz metafísico” a cada doente que tivesse seu nariz retirado. Bem como a própria metafísica, a existência do nariz se dava no domínio supra-sensível, ou seja, a presença do nariz não poderia ser identificada pelos sentidos (não poderia ser visto ou tocado), mas unicamente pelo entendimento abstrato das pessoas. Um filósofo na plateia, inclusive, evitando ser ofuscado pela genialidade do médico, enaltece sua teoria afirmando que a natureza do nariz é compartilhada pelo homem:
“(...) visto não ser o homem todo outra cousa mais do que um produto da idealidade transcendental; donde resultava que podia trazer, com toda a verosimilhança, um nariz metafísico (...)”.
O narrador observa que Diogo Meireles cumpre com exímia maestria os postulados de Pomada. A partir deste dia, inúmeros pacientes buscaram pelo doutor para a operação e substituição do nariz doente pelo “metafísico” com satisfação. Pouco importa se não existissem na realidade, desde que uma ideia respaldada em uma conjectura complexa afirmasse sua existência definitiva. Está comprovada a eficácia do segredo do bonzo que sobrepõe o valor da opinião à realidade. Consuma-se, enfim, a crítica machadiana aos valores deturpados que movem uma sociedade de alienados voltados para si mesmos.

## Para conhecer mais
- Machado de Assis
- Realismo
- Fernão Mendes Pinto
- Metafísica